# Heterusia hippomenata
Heterusia hippomenata là một loài bướm đêm trong họ Geometridae.